# Heteroatom
U oraganskoj hemiji, heteroatom (od antičkog grčkog heteros, različit, + atomos) je svaki atom koji nije ugljenik ili vodonik. Obično se ovaj termin odnosi na atome koji zamenjuju ugljenik u molekulskim strukturama. Tipični heteroatomi su azot, kiseonik, sumpor, fosfor, hlor, brom, i jod.
U opisu proteinske strukture, specifično u fajl formatu Proteinske banke podataka, heteroatomski record (HETATM) označava atom koji pripada malom molekulu (npr. kofaktoru) umesto biopolimernog lanca.

## Literatura
- Heteroatom Chemistry. doi:10.1002/(ISSN)1098-1071 http://onlinelibrary.wiley.com/journal/10.1002/%28ISSN%291098-1071/issues. Недостаје или је празан параметар |title= (помоћ)